# Otto Christian Schmidt
Otto Christian Schmidt (* 23. März 1885 in Neunkirchen (Saar); † 24. Juli 1944 in Stuttgart) war ein deutscher Jurist, Fabrikant und Gründer der Schmidt-Klett-Stiftung.

## Leben

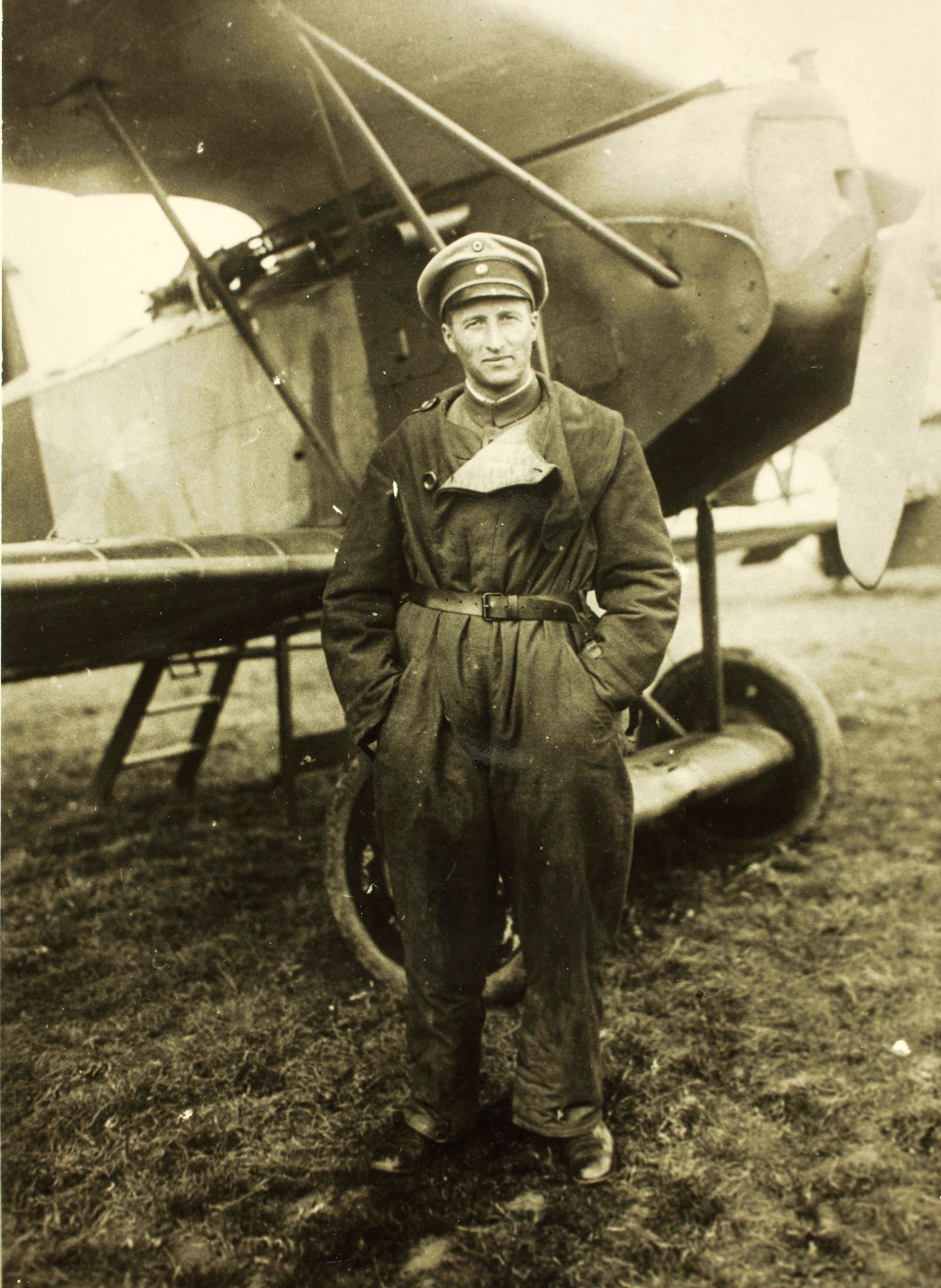
Otto Christian Schmidt als Flieger im Ersten Weltkrieg

Otto Christian Schmidt war der Sohn des Brauereibesitzers Friedrich Philipp Schmidt (1844–1903) und dessen Ehefrau Magdalena Schmidt († nach 1895). Nach dem Abitur am Gymnasium Bad Kreuznach studierte er Rechtswissenschaften an der Ruprecht-Karls-Universität Heidelberg, der Universität Paris sowie der Universität Leipzig, wo er das juristische Staatsexamen ablegte und zum Dr. jur. promovierte. Beim 2. Rheinischen Husaren-Regiment Nr. 9 leistete er seinen Militärdienst als Zweijährig-Freiwilliger und legte das Offiziersexamen ab. 1907 übernahm er nach dem Tod seines älteren Bruders Friedrich (1844–1903) den Vorsitz des Vorstands der Schlossbrauerei AG Neunkirchen.
Im Ersten Weltkrieg erlangte er, anfangs als Beobachter bei der Feldflieger-Abteilung 25, später als Jagdpilot bei den Jagdstaffeln 7, 32 und 29 der Luftstreitkräfte – in beiden letzteren als Staffelführer fungierend – 20 Luftsiege. U.a. schoss er am 27. September 1918 das berühmte britische Jagdfliegerass Samuel Frederick Henry Thompson ab. Er beendete den Krieg als Oberleutnant.
1938 übernahm er die Geschäftsführung der Donnerbräu Aktiengesellschaft in Saarlouis und blieb Anteilseigner an der Schlossbrauerei Neunkirchen.
Er musste am Zweiten Weltkrieg teilnehmen und war von 1940 bis 1942 vom aktiven Dienst befreit. Danach war er bei der Kommandostelle „Nachtjagdraumführer 1“ in Stade eingesetzt. 1944 folgte die Versetzung nach Stuttgart-Echterdingen, wo er als Kommandeur einer Flak-Abteilung während der Luftangriffe auf Stuttgart ums Leben kam.

## Auszeichnungen
- 1914 Eisernes Kreuz I. und II. Klasse
- 1917 Ritterkreuz des Hohenzollern-Hausordens
- 1918 Nominierung für den Orden Pour le Mérite
- 1940 Auszeichnung mit der „Wiederholungsspange zum Eisernen Kreuz 2. Klasse von 1914“ sowie mit der „Erinnerungsmedaille an den 1. Oktober 1938“

## Schmidt-Klett-Stiftung
Er heiratete am 26. August 1924 in Innsbruck Elsa Klara Klett (1891–1965).
Am 22. April 1943 haben die Eheleute Schmidt in einem Erbvertrag nach dem Tod des Längstlebenden ihr Vermögen je zur Hälfte den Städten Neunkirchen und Saarlouis zugewandt mit der Auflage, die Vermögenseinkünfte in erster Linie zur Unterstützung von Kriegsopfern des letzten Krieges (wie Kriegsbeschädigte, Kriegerwaisen, Hinterbliebene von Gefallenen, Bombengeschädigte) der beiden Städte zu verwenden.